# مارتین فیرو

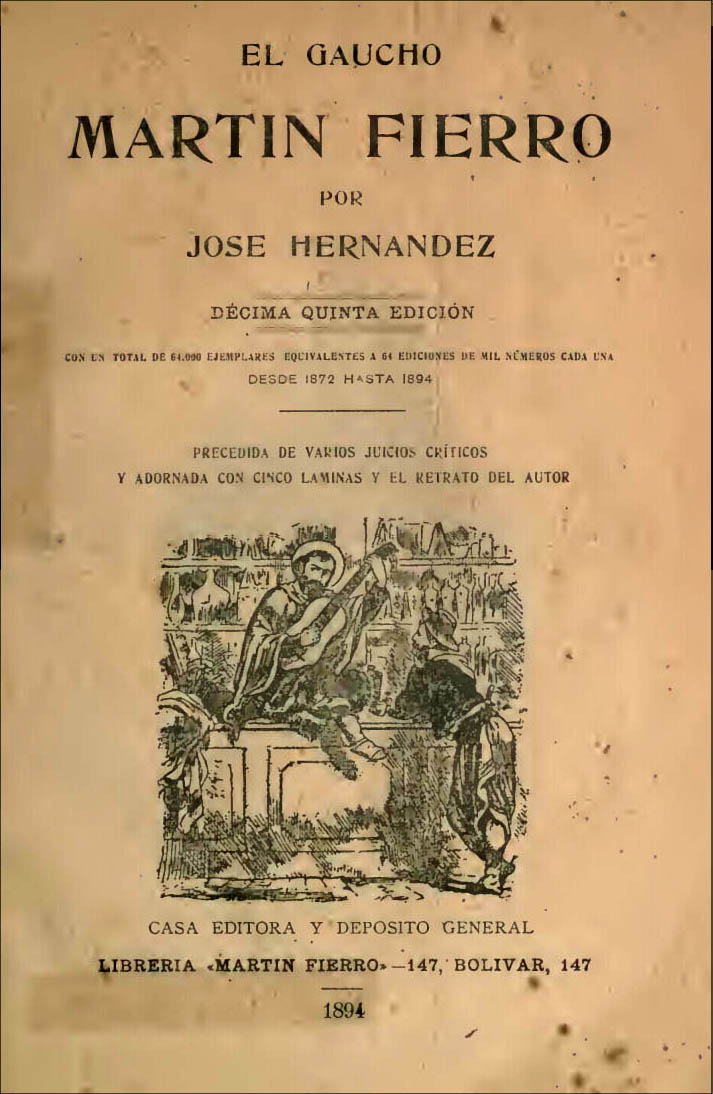
یکی از اولین کتابهای مارتین فیرو در سال ۱۸۹۴

مارتین فیرو (انگلیسی: Martín Fierro)، شعری حماسی از شاعر و نویسنده آرژانتینی خوزه هرناندز است. این شعر در ابتدا در دو بخش منتشر شد: ال گاچو مارتین فیرو (۱۸۷۲) و لا ووالتا د مارتین فیرو (۱۸۷۹).
این شعر به زبان اسپانیایی است و در ارتباط با استقلال آرژانتین از اسپانیا و هویت ملی آرژانتین سروده شده‌است. این کتاب صدها بار چاپ و به بیش از ۷۰ زبان ترجمه شده‌است.

## جایزه مارتین فیرو
جایزه مارتین فیرو به معنی «بعد از شعر»، معتبرترین جایزه برای برنامه‌های تلویزیونی و رادیویی آرژانتین است.

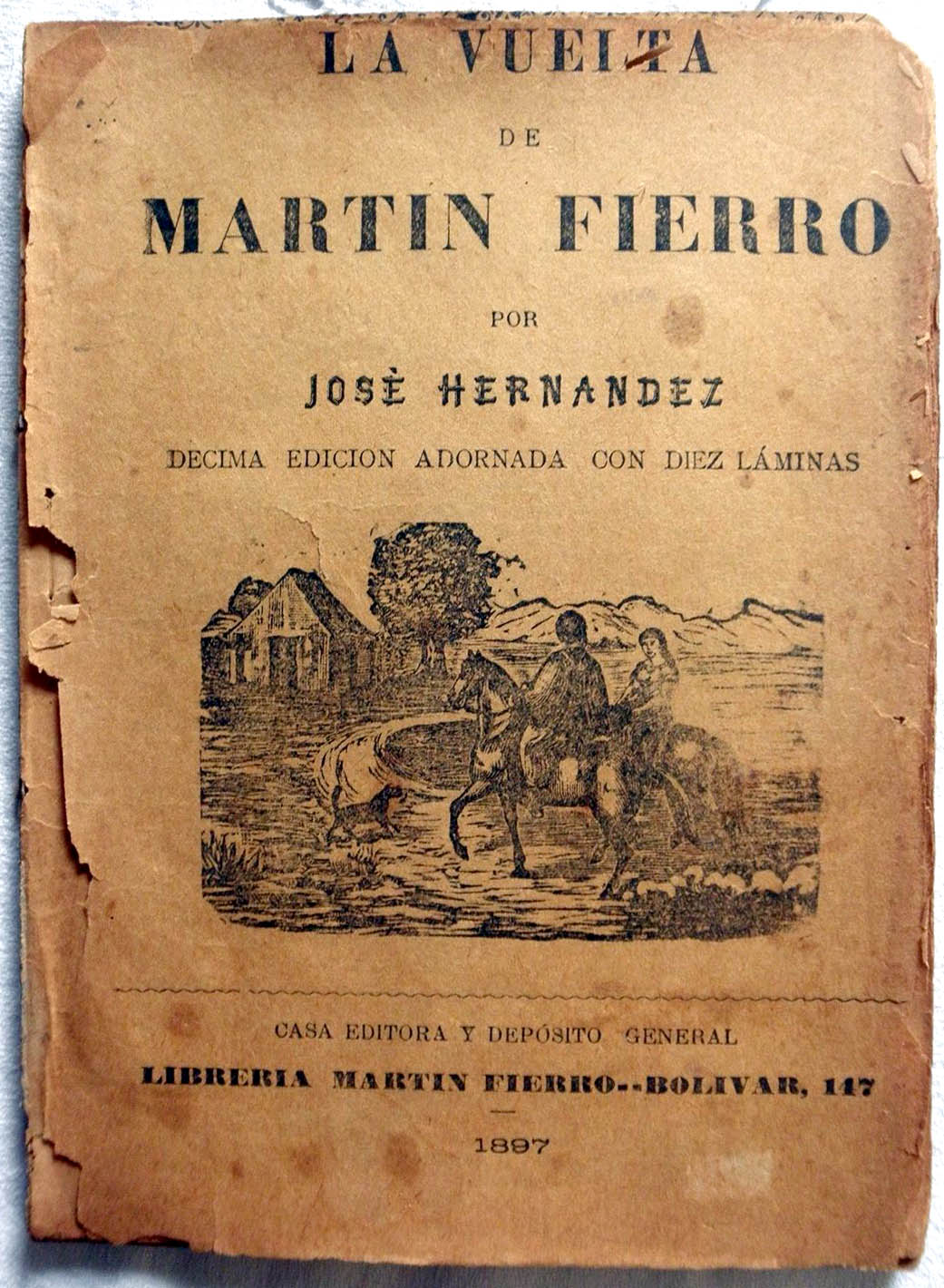
کپی سال ۱۸۹۷ کتاب مارتین فیرو